# نادي بلاكتاون سيتي
نادي بلاكتاون سيتي هو نادي كرة قدم أسترالي أٌسس عام 1953. يلعب النادي في National Premier Leagues NSW ‏.